# Kiyoshi Ejima

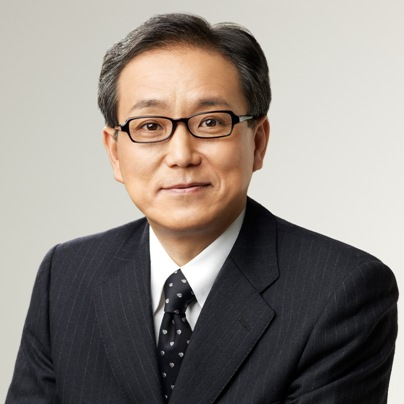
Kiyoshi Ejima

Kiyoshi Ejima (jap. 江島 潔, Ejima Kiyoshi; * 2. April 1957 in Shimonoseki, Präfektur Yamaguchi) ist ein japanischer Politiker der Liberaldemokratischen Partei (LDP). Seit einer Nachwahl im April 2013 vertritt er die Präfektur Yamaguchi im Sangiin, dem Oberhaus der Nationalversammlung. Von 1995 bis 2009 war er Bürgermeister von Shimonoseki, der größten Stadt in Yamaguchi.
Ejima, der Sohn des Sangiinabgeordneten für Yamaguchi Atsushi Ejima, besuchte die städtische Lafayette-Grundschule in San Francisco, die bezirksbetriebene („städtische“) 1. Mittelschule von Meguro und die von der Präfektur Tokio betriebene Koyama-Oberschule in Shinjuku. Anschließend studierte er an der ingenieurwissenschaftlichen Fakultät der Universität Tokio Chemie und danach am Graduiertenkolleg derselben Universität Chemie- und Energie-Ingenieurwesen (kagaku Energie kōgaku). Er arbeitete danach für das Nikkei225-notierte Bauunternehmen Chiyoda Kakō Kensetsu (engl. Chiyoda) K.K./Corp., ab 1990 war er befristet lehrbeauftragt (als 非常勤講師, hijōkin kōshi) an der Tōa Daigaku („Ostasien-Universität“) in Shimonoseki.
Ejimas aktive politische Karriere begann 1991, als er bei der Bürgermeisterwahl in Shimonoseki kandidierte, aber Hiroshi Kameda unterlag, einem ehemaligen Beamten des Selbstverwaltungsministeriums und Vizegouverneur von Tokushima. Bei der Wahl 1993 zum Shūgiin, dem Unterhaus der Nationalversammlung, kandidierte er für die Neue Japan-Partei im viermandatigen 1. Wahlkreis Yamaguchi, unterlag aber den drei Liberaldemokraten Shinzō Abe, Yoshirō Hayashi, Takeo Kawamura und dem ehemaligen Liberaldemokraten Takaaki Koga (1993: Erneuerungspartei): Mit knapp 3.000 Stimmen Rückstand auf Koga landete Ejima auf dem fünften Platz.
1995 kandidierte Ejima gegen Amtsinhaber Kameda erneut bei der Bürgermeisterwahl in Shimonoseki. Er konnte sich diesmal durchsetzen und wurde danach für insgesamt drei weitere Amtszeiten wiedergewählt – wegen der formalen Neugründung der Stadt Shimonoseki durch die Fusion des alten Shimonoseki mit Nachbargemeinden, eine shinsetsu gappei („Neugründungsfusion“ im Gegensatz zur Eingemeindung im engeren Sinne, hennyū gappei), begann 2005 nach Neuwahl eine neue Amtszeit Ejimas. 2009 kandidierte er nicht mehr für eine weitere Amtszeit und zog sich aus dem Bürgermeisteramt zurück. Danach lehrte er an der Fakultät für Biowissenschaft (seimeikagaku-bu) der Kurashiki Geijutsu Kagaku Daigaku („Universität für Wissenschaft und Künste Kurashiki“) in der Stadt Kurashiki (Präfektur Okayama).
Im April 2013 trat Ejima als LDP-Kandidat mit Kōmeitō-Wahlempfehlung bei der Nachwahl für den Sitz des 2012 zurückgetretenen Nobuo Kishi (LDP) im Sangiin an. Gegen den parteilosen ehemaligen Demokraten und Justizminister Hideo Hiraoka und zwei weitere Kandidaten von KPJ und „Glücksrealisierungspartei“ setzte er sich bei niedriger Wahlbeteiligung von rund 39 % klar durch: Ejima erhielt 287.604 Stimmen (63,4 %), Hiraoka 129.784 (28,6 %). Bei den regulären Wahlen 2016 und 2022 wurde er jeweils mit über 60 % der Stimmen wiedergewählt. Von 2019 bis 2020 saß er dem Landwirtschaftsausschuss vor.